# Crying Out Love, In the Center of the World
Crying Out Love in the Center of the World (世界の中心で、愛をさけぶ Sekai no Chūshin de, Ai o Sakebu?) (en español: "Un grito de amor desde el centro del mundo") es una película japonesa de 2004 basada en la novela Un grito de amor desde el centro del mundo de Kyoichi Katayama. La película cuenta la historia de un hombre que regresa a su ciudad natal y escucha cintas de casete de audio grabadas a modo de diario por su antiguo amor del instituto, una chica llamada Aki, antes de que esta muriera.

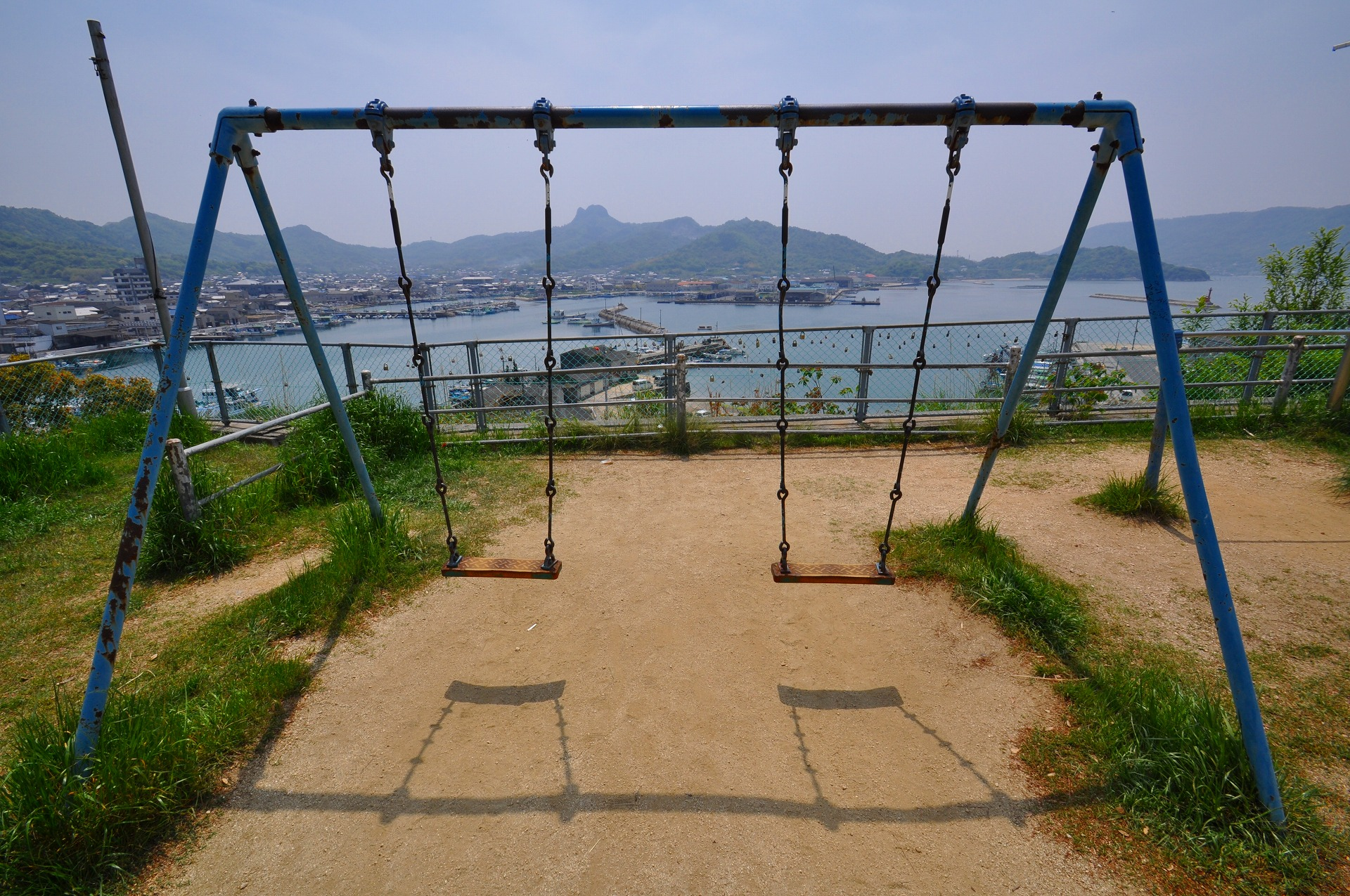
Columpio frente al Santuario Ōji

La película, estrenada en Japón el 8 de mayo de 2004, supuso el reconocimiento de Masami Nagasawa como actriz. Basada en la novela más vendida en Japón de todos los tiempos, la película fue un éxito de taquilla, y su canción principal, "Hitomi o Tojite" (Con Mis Ojos Cerrados) de Ken Hirai, fue uno de los sencillos más escuchados del año.
El éxito de la película hizo que se produjera la serie de televisión Sekai no Chuushin de, Ai wo Sakebu, protagonizada por Takayuki Yamada y Haruka Ayase, considerada como uno de los mejores doramas de la historia.

## Argumento
En una caja olvidada en su apartamento de Tokio, Ritsuko encuentra el diario de audio de una chica adolescente en unos viejos casetes. Después, mientras Saku, pareja de Ritsuko, la ve en un reporte televisivo en el Aeropuerto de Takamatsu informando sobre un tifón que afectará a la costa en breve. Entonces, él se da cuenta de que Ritsuko está en su ciudad natal (de Saku), en la región de Shikoku, por lo que va tras ella. Allí, en su casa familiar, descubre una caja de casetes de audio. Los escucha mientras retrocede a sus días de vida escolar.
En 1986, el adolescente Saku se encuentra en el funeral de la directora de su escuela, cuando una compañera de su clase, Aki, atleta y buena estudiante, es la encargada de leer una carta de elogio a la directora. Durante el funeral, Saku se fija en Aki, y aunque se conocían de clase, nunca habían hablado más allá del aula pese a vivir en una ciudad pequeña, ya que el padre de Aki es muy estricto respecto a los estudios, y no deja que apenas salga con amigos. Pero poco a poco su relación de amistad va creciendo, y un día, estando ambos en el estudio fotográfico del tío de Saku, Shigezou, éste les cuenta que la directora de la escuela fue el verdadero amor de su vida, y les pide a Saku y Aki coger parte de las cenizas del cementerio de la ciudad.
Tiempo más tarde, en la emisora de radio local que Saku y Aki escuchan a menudo, sortean un walkman para aquel que escriba la mejor historia de idilio trágico. Saku escribe una historia acerca de una chica con leucemia, y Aki, tras oírla, graba una cinta recriminándole que no debía haber escrito tales cosas y que una enfermedad como la leucemia no es algo que se deba mencionar de esa manera en una historieta. Saku se disculpa y empiezan intercambiar mensajes largos mediante cintas de casete. Después, visitan una isla deshabitada, donde encuentran una cápsula del tiempo con un viejo carrete de fotos, y pasan varios días maravillosos, hasta que Aki sufre varios mareos y derrumbamientos, y es finalmente trasladada al hospital.
En el presente, Ritsuko encuentra a Saku en la escuela, completamente sumergido en los momentos de las cintas de Aki. Poco después, el tifón se aproxima con rapidez, y toma refugio en la tienda de Shigezou, donde ve una foto del joven Saku con Aki, ambos vestidos con ropa de boda. Shigezou le dice que esa foto se tomó poco antes de la muerte de Aki.
En el pasado, Aki le dice a Saku que tiene leucemia, y mientras ella está en el hospital la joven Ritsuko deja las cintas de Aki en el casillero escolar de Saku, en el instituto. Shigezou revela la viejo carrete de fotos que encontraron en la isla, donde hay fotos de Uluru en Australia. Ritsuko entrega las fotos a Aki en el hospital, quién está cautivada por ellas, y Saku la promete que algún día visitarán Uluru.
Entretanto, Aki consigue salir fuera del hospital con Saku para hacerse fotos para el pasaporte en la tienda de Shigezou. Inspirada por el retrato de boda de Shigezou, Aki le pide a Saku hacerse una foto de boda para que las personas cercanas pueden recordar su amor, al menos, a través de una fotografía. Cuándo Aki regresa al hospital, se entera de que su amigo y compañero de hospital, otro paciente de leucemia, ha muerto repentinamente.
Sin embargo, la condición de Aki empeora, pierde su cabello, y es trasladada a una habitación esterilizada. En estos momentos, aunque ya no pueden ni siquiera tocarse, Saku la pide casarse a ella. Finalmente, una Aki muy débil escapa del hospital para ir a medianoche al Aeropuerto de Takamatsu y emprender su viaje a Uluru junto a Saku, pero en el aeropuerto todos los vuelos están cancelados debido al tifón y Aki vuelve a derrumbarse, sin poder levantarse. Cuando es trasladada de nuevo al hospital, días más tarde, Aki graba una última cinta de adiós para Saku, pero que Ritsuko no puede entregar ya que mientras va de camino al instituto, es alcanzada por un coche.
En el presente y tras volver a recordarlo todo, Ritsuko llama a Saku desde la tienda de Shigezou y se disculpa con Saku por no haberle entregando la última cinta de Aki. Entonces, en medio de una fuerte lluvia, Saku va a la tienda pero Ritsuko ya se había marchado, habiendo dejado la cinta de Aki a Shigezou. Saku le confiesa a su tío que nunca ha conseguido superar la muerte de Aki y Shigezou le consuela. Más tarde, Saku se reúne con Ritsuko en el aeropuerto, donde todos los vuelos están siendo cancelados debido al tifón.
Tiempo después, Saku y Ritsuko visitan Uluru, donde Saku escucha la última cinta de Aki. Juntos cumplen el último deseo de Aki: esparcir sus cenizas en Uluru.

## Personal
- Director de la película - Isao Yukisada
- Escenarios - Yuji Sakamoto, Chihiro Ito
- Rodaje - Noboru Shinoda
- Música - Meina Co.
- Canción principal - "Hitomi wo Tojite" (瞳をとじて?  Con Mis Ojos Cerrados) de Ken Hirai
- Canciones de episodio - "Someday" por Motoharu Sano, ""Kimi ni Aete" (きみに会えて?  To See You)" (Para Verte) por Misato Watanabe

## Reparto
- Takao Osawa - Sakutaro "Saku" Matsumoto (Adulto)
- Mirai Moriyama - Sakutaro "Saku" Matsumoto (Adolescente)
- Masami Nagasawa - Aki Hirose
- Kō Shibasaki - Ritsuko Fujimura (Adulto)
- Rio Kanno - Ritsuko Fujimura (Adolescente)
- Tsutomu Yamazaki - Tío Shige
- Kankurō Kudō - Ryunosuke Oki (Adulto)
- Issei Takahashi - Ryunosuke Oki (Adolescente)
- Kanji Tsuda - Johnny
- Misato Watanabe - Radiofónico DJ
- Tetta Sugimoto - Aki  padre
- Yūki Amami - Sakutaro  superior
- Midori Kiuchi - Sakutaro  madre
- Misato Tanaka - Ritsuko  madre
- Yoshimitsu Morita - Director de película
- Dandy Sakano - profesor inglés

## Localizaciones
- Aji, Kagawa
- Mure, Kagawa
- Konan, Kagawa
- Aeropuerto de Takamatsu
- Sanuki, Kagawa
- Marugame, Kagawa
- Matsuyama, Ehime
- Ōzu, Ehime
- Masaki, Ehime
- Alice Springs, Australia